# Плеш Ігор Антонович
Ігор Антонович Плеш (англ. Igor Plesh, нар. 4 грудня 1954, Заліщики) — українець, лікар та науковець у галузі кардіології та нефрології. Доктор медичних наук, професор, завідувач кафедри догляду за хворими та вищої медсестринської освіти Буковинського державного медичного університету, лікар вищої категорії.

## Життєпис
Випускник Чернівецького медичного інституту 1977 року зі спеціальності «лікувальна справа».
У 1987 році закінчив інтернатуру за спеціальністю «терапія».
У 1978—1982 головний лікар Новосілківської дільничної лікарні, Заліщицького району, Тернопільської області.
У 1984 році закінчив клінічну ординатуру на кафедрі пропедевтики внутрішніх хвороб Чернівецького медичного університету.
У 1989 році захистив кандидатську дисертацію на тему: «Волюморегулююча функція нирок у хворих з ішемічною хворобою серця в поєднанні з гіпертонічною хворобою І ст. у зіставленні з показниками центральної та мозкової гемодинаміки» за спеціальністю «кардіологія».
З 1989 року асистент кафедри пропедевтики внутрішніх хвороб Чернівецького державного медичного інститут, а з 2000 року доцент цієї ж кафедри.
З  2000 року завідувач кафедри догляду за хворими та вищої медсестринської освіти.
У 2007 році захистив докторську дисертацію на тему: «Клініко-патогенетичне значення механізмів ниркової волюморегуляції у хворих на есенціальну гіпертензію» за спеціальністю «кардіологія».
У 2011 році отримав вчене звання професора.

## Наукова діяльність
Наукові інтереси пов'язані з проблемами удосконалення діагностики, лікування та профілактики у хворих з артеріальними гіпертензіями, встановлення форм перебігу артеріальних та артеріовенозних гіпертензій, ролі циркадіанних ритмів артеріального тиску, лікування резистентних форм АГ. Одним з перших у ЧМІ продовжив традиції школи кафедри патологічної фізіології та фармакології з проблем водно-сольового обміну, вивчаючи клінічний аспект цієї тематики. З 2017 по 2020 роки член спеціалізованої вченої ради Д 64.600.02 Харківського національного медичного університету.
Загальна кількість публікацій наукового, науково-публіцистичного, дидактичного спрямування понад 200 (з них наукових понад 150), 6 патентів на винаходи, 3 інформаційні листи, 3 нововведення, 7 навчально-методичних посібників.

## Громадська діяльність
- Голова предметної методичної комісії з медсестринства та лабораторної діагностики Буковинського державного медичного університету;
- Член редакційної ради науково-практичного журналу «Клінічна та експериментальна патологія»;
- Координатор українсько-швейцарського проекту «Розвиток медичної освіти в Україні» в БДМУ, за напрямком «освіта медичних сестер»;
- Консультант Медичного консультативного центру БДМУ;
- Член обласного товариства терапевтів ім. В. Х. Василенка

## Вибрані наукові праці
- Плеш І. А., Владковський І. К., Лобода М. І., Гайдуков В. А. Вплив інгібітора ангіотензин-перетворючого ферменту — капотену на деякі показники волюморегуляції у хворих на гіпертонічну хворобу. Лікарська справа. 1996. № 3-4. С. 113—117.
- Плеш І. А. Гемодинамічні та функціональні аспекти застосування лозартану у хворих на ГХ ІІ ст. Український кардіологічний журнал. 1998. № 9. С. 45-48.
- Плеш И. А. Функциональная активность почек у пожилых больных ессенциальной гипертензией ІІ и ІІІ ст. Проблемы старения и долголетия. 1999. Т.8, № 4. С. 381—385
- Плеш І. А. Гемодинамічна характеристика хворих на есенціальну гіпертензію ІІ ст. за різним реніновим профілем в динаміці гіперволіємії та блокади ангіотензинперетворюючого ферменту. Галицький лікарський вісник. 2000. № 2. С. 62-65
- Плеш І. А., Владковський І. К., Роговий Ю. Є. Роль канальцевих дисфункцій у нирковій волюморегуляції у хворих на гіпертонічну хворобу І та ІІст. Український кардіологічний журнал. 2000. № 5-6, вип. 2. С. 72-75
- Плеш І. А., Владковський І. К. Деякі особливості циркадіанного ритму тонусу артеріальних судин та функціональної активності нирок у хворих на ЕГ ІІ ст. Буковинський медичний вісник. 2004. № 3-4. С. 65-69.
- Плеш І. А. Деякі особливості гормонального забезпечення волюморегулюючої функції нирок у хворих на гіпертонічну хворобу. Лікарська справа. 2005. № 4. С.13-16.
- Плеш І. А., Сидорчук Л. П. Функціональні зміни артерій, смакова чутливість до кухонної солі у хворих на ЕГ ІІ ст. за різних варіантів циркадіанної структури  АТ. Клінічна та експериментальна патологія. 2010. Т.9, № 4. С.79-81.
- Плеш І. А., Л. Д. Борейко, Л. І. Гайдич, Н. О. Сливка, Л. І. Богверадзе, Г. І. Мацюк, Н. В. Гудзовата Роль інтегральної оцінки гемодинаміки та функціональної активності нирок у лікуванні хворих на есенціальну гіпертензію ІІ ст. «Медицина транспорту України». Київ. 2012. № 3. С. 59-61.
- Плеш И. А., Гайдич Л. И., Рябой С. И. Комплексная оценка новых диагностических критериев прогрессирования эссенциальной гипертензии ІІ стадии. Georgian Medikal News. № 7-8 (232—233). 2014. P. 47-51.
- Плеш І. А., Гайдич Л. І. Взаємозв'язок тонусу та об'єму заповнення центральних вен у хворих на есенціальну гіпертензію ІІ стадії з різним циркадіанним ритмом артеріального тиску. Український кардіологічний журнал. 2015. № 1. С. 65-68.
- Плеш І. А., Борейко Л. Д. Оптимізація дози діуретика в лікуванні хворих на ЕГ ІІ стадії за різних варіантів циркадіанної структури артеріального тиску. «The unity of science», Vienna, Austria — april, 2016 P. 35-37.
- Плеш І. А.,  Борейко Л. Д., Сливка Н. О., Каратєєва С. Ю., Кшановська Г. І., Петрюк М. О. Деякі особливості функціонального стану серцево-судинної системи у хворих на есенційну гіпертензію ІІ ст. залежно від варіантів циркадіанного ритму артеріального тиску. Клінічна та експериментальна патологія. 2019. Т.18, № 1 (67). С. 96-102. DOI:10.24061/1727-4338.XVIII.1.67.2019.213.
- Плеш І. А., Гайдич Л. І., Бойчук Г. Р. Артеріо-венозна гіпертензія у хворих на ег іі ст.: можливості діагностики. Міжнародний науковий журнал «Грааль науки».2021. № 6. С. 369—373